# Квинт Марций Рекс (претор)
Вижте пояснителната страница за други личности с името Квинт Марций Рекс.
Квинт Марций Рекс (на латински: Quintus Marcius Rex) e политик на Римската република през 2 век пр.н.е.
Произлиза от фамилията Марции, която произлиза от четвъртия цар на Древен Рим Анк Марций. Баща е на Квинт Марций Рекс (консул 118 пр.н.е.). Дъщеря му Марция се омъжва за Гай Юлий Цезар II, тяхната дъщеря Юлия e съпруга на Гай Марий, а техният син претор Гай Юлий Цезар III се жени за Аврелия Кота и те са родители на прочутия диктатор Гай Юлий Цезар.
През 144-140 пр.н.е. Рекс става претор и построява Аква Марция, най-дългият акведукт в Рим и има студена чиста вода. През 144 пр.н.е. при започването на строежа консули са Сервий Сулпиций Галба и Луций Аврелий Кота. През 144 пр.н.е. – 140 пр.н.е. той репарира акведукта Аква Апия.